# Stanisław Donimirski
Stanisław Donimirski (ur. 1927 lub 30 czerwca 1928 w Czerninie koło Sztumu, zm. 20 maja 2012 w Warszawie) – polski chemik (w 1965 uzyskał stopień doktora nauk technicznych), były pracownik Wojskowej Akademii Technicznej. Honorowy obywatel Sztumu.
Pochodził ze znanej rodziny ziemiańskiej, zasłużonej dla polskości na Pomorzu; był synem Witolda Donimirskiego (1874–1939) i Wandy z Sikorskich (1890–1974). 11 lipca 2010, w 90 rocznicę plebiscytu na Warmii, Mazurach i Powiślu, został odznaczony medalem Zasłużony dla Ziemi Sztumskiej.